# Rudolf Abderhalden

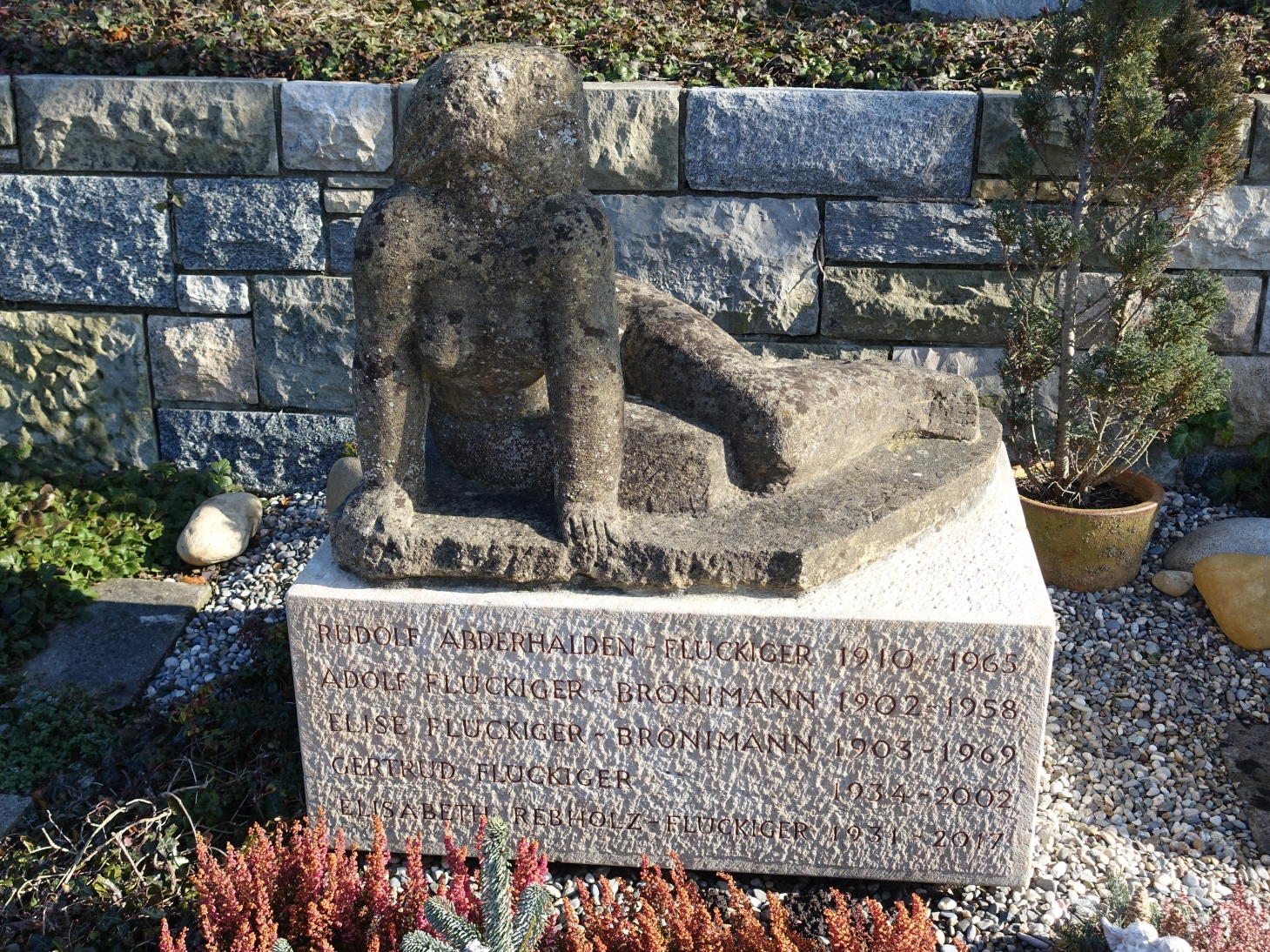
Familiengrab auf dem Friedhof Sankt Margarethen in Binningen

Rudolf Abderhalden (* 8. Oktober 1910 in Berlin; † 23. August 1965 in Meran) war ein Schweizer Physiologe und Pathologe. Als Direktor des Laboratoriums für endokrine Diagnostik in Binningen bei Basel arbeitete er vor allem an der Erforschung von Allergien sowie der Funktion verschiedener Enzyme.

## Leben und Wirken
Rudolf Abderhalden wurde 1910 als Sohn des Biochemikers und Physiologen Emil Abderhalden und der Margarethe Abderhalden, geb. Barth, in Berlin geboren. Da sein Vater 1911 einen Ruf als Professor für physiologische Chemie an die Martin-Luther-Universität Halle erhielt, zog die Familie nach Halle um. Als Kind erkrankte er an spinaler Kinderlähmung und war in der Folge körperbehindert. Er besuchte das Reformrealgymnasium in Halle, wo er 1930 das Abitur bestand.
1936 schloss er sein Medizinstudium an der Universität Halle mit einer Dissertation mit dem Titel «Abwehrfermente aus der Gruppe der Polypeptidasen» ab. Durch massive Intervention seines Vaters erhielt er trotz seiner Behinderung eine Assistenzstelle an dessen Institut. Am 7. November 1937 beantragte Rudolf Abderhalden die Aufnahme in die NSDAP und wurde rückwirkend zum 1. Mai desselben Jahres aufgenommen (Mitgliedsnummer 5.537.290). Er war Mitglied des NSDDB, NSAHB und der NSV. 1939 habilitierte er sich ebenfalls an der Universität Halle mit einer Arbeit mit dem Titel «Der Einfluß der Ernährung auf die Reaktionsweise des Organismus gegenüber exogenen Einwirkungen» und wurde 1940 Oberassistent am Physiologisch-chemischen Institut der Universität Halle. Der Dozentenführer der Universität Wilhelm Wagner stellte sich auf Grund Abderhaldens Behinderung sowohl der Habilitation als auch der Ernennung zum Dozenten und der Übertragung der Oberassistentenstelle entgegen. Er konnte diese Stelle nur dank der Fürsprache seines Vaters und weiteren Beziehungen antreten.
1945 wurde Abderhalden zusammen mit seinem Vater und anderen Wissenschaftlern in die Amerikanische Besatzungszone zwangsevakuiert (als Abderhaldentransport bekannt) und Abderhalten und sein Vater kehrten mittellos in die Schweiz zurück. Von 1950 bis 1958 war er als Privatdozent an der Universität Basel tätig. Ab 1958 arbeitete er als Direktor des Laboratoriums für endokrine Diagnostik in Binningen. Sein Forschungsschwerpunkt war die Erforschung von Allergien sowie der Funktion von Enzyme. Abderhalden verstarb 1965 in Meran in Südtirol.

## Schriften
- Vitamine, Hormone, Fermente: Ein Buch für Ärzte, Biologen und Studierende. Berlin 1943. 4 Neuauflagen bis 1959.
- Medizinische Terminologie. Basel 1948.
- Grundriss der Allergie. Basel 1950.
- Klinische Enzymologie. Stuttgart 1958.